# Emilie Gutzwiller-Meyer
Emilie Gutzwiller-Meyer (* 7. Juli 1868 in Basel; † 4. Oktober 1929 ebenda) war eine Schweizer Frauenrechtlerin.
Sie war von 1912 bis 1921 erste Präsidentin des Schweizerischen Katholischen Frauenbundes und eine „Gewinnende Vertreterin“ seiner ersten Wachstumsphase.